# أوتا (غونما)
مدينة أوتا (بالإنجليزية: Ōta) هي أحد المدن التابعة لمحافظة غونما. تأسست رسميًا في 03/05/1948. ويقدر عدد سكانها بـ 214049 نسمة حسب تقدير مكتب الإحصاء الياباني لعام 2012. تبلغ مساحة أوتا 176.49 كم2. بكثافة سكانية تبلغ 1213 نسمة/كم2.

## توأمة
لأوتا (غونما) اتفاقيات توأمة مع كل من:
- بربانك
- ويست لافاييت
- ينغكو

## أعلام
- ريو ميازاكي
- ماساكي أوساوا
- ماسايوشي شيميزو
- تاكاشي يوكوياما
- تاراكو